# Как заняться любовью с женщиной
«Как заняться любовью с женщиной» (англ. «How to Make Love to a Woman») — американская комедия 2010 года о том, что нужно делать во время первого секса, дебют режиссёра Скотта Калвера и сценариста Дэнниса Као. В главных ролях — Джош Мейерс, Кристен Риттер и Иэн Сомерхолдер. Премьера состоялась в 2010 году в США.

## Сюжет
Энди (Джош Мейерс) и Лоурен (Кристен Риттер) давно вместе, и когда дело доходит до интимной близости, парень впадает в ступор, потому что не знает, что нужно делать в первый раз. Во избежание полнейшего краха, он вынужден обратиться за советом ко всем своим знакомым. Эта затея превращается в нечто наподобие социального опроса, каждый из респондентов готов поделиться своими фирменными приёмами. С такой информацией осталось только диссертацию написать! Герою помогают книжки и энциклопедии, ботаники, мотобайкеры, врачи, стриптизёрши, девушки лёгкого поведения, музыканты рок-группы, и даже бабушка с многолетним жизненным опытом, дающая совет по поводу отношений намного глубокого и личного характера.
Лоурен привлекает работа в Чикаго, к тому же она случайно знакомится с симпатичным красавчиком Даниэлем (Иэн Сомерхолдер), который в любовных делах настоящий обольститель. Успеет ли вовремя Энди сделать верный шаг, того, чего так ждёт его девушка? Возможно, секс стоит отодвинуть на второй план и произнести наконец заветные три слова?

## В ролях
- Джош Мейерс — Энди Коннерс
- Кристен Риттер — Лоурен Бакер
- Юджин Бёрд — Лэйни Уилсон
- Иэн Сомерхолдер — Даниэль Мелтзер
- Линдси Ричардс — Номи Дарден
- Катрин Рейтман — Вани
- Нора Киркпатрик — Карла
- Кен Жонг — Кёртис Ли
- Джеймс Кайсон Ли — Аарон
- Айк Баринхолц — Дэвид
- Хитер Мари Марсден — Нэнси
- Кирк Фокс — Джил
- Телиша Шоу — Роуз
- Шелли Коул — Нанетт
- Джеймс Хонг — Сифу
- Дженна Джеймсон — в роли самой себя
- Рики Уллман — Скотт Коннерс
- Питер Джейсон — мистер Коннерс
- Дженни О’Хара — миссис Коннерс

## Интересные факты
- Слоган фильма — «Комедия о недопонимании между простынями»
- В сценарии были прописаны персонажи, которых в итоге сыграли Иэн Сомерхолдер и Дженна Джеймсон. На роль первого был приглашён один из сексуальных, востребованных молодых актёров, известный по сериалам «Остаться в живых» и «Дневники вампира», в котором Сомерхолдер в момент съёмок фильма продолжал играть. Роль порноактрисы, которая наряду с другими делится опытом, актуальна по сценарию, и никого лучше, чем Дженна Джеймсон, обладательница титула «Королева порноиндустрии», создатели картины не нашли[2]
- Съёмки проводились в Лос-Анджелесе, Калифорния, США

## Критика и отзывы
Фильм получил в основном отрицательные отзывы. На сайте «Rotten Tomatoes» он собрал 20 % голосов и среднюю оценку в 2,3 из 5 баллов.

## Мировой релиз
- Австралия — 30 июня 2010 года — премьера на Blu-ray
- Германия — 6 декабря 2011 года — премьера на DVD